# Europees kampioenschap schaatsen vrouwen 1983
De achtste editie van het Europees kampioenschap schaatsen voor vrouwen, georganiseerd door de Internationale Schaatsunie (ISU), werd op 22 en 23 januari 1983 voor de vierde keer verreden op de onoverdekte kunstijsbaan van Thialf in Heerenveen. Voor het eerst werd het kampioenschap verreden over de kleine vierkamp (500-3000-1500-5000 meter).

## Deelname
Achtentwintig deelneemsters uit elf landen, een evenaring van de record deelname op het EK van 1971, namen aan dit kampioenschap deel. Acht landen, Finland (4), Nederland (4), de DDR (4), Sovjet-Unie (4), Noorwegen (3), West-Duitsland (3), Zweden (2), en Zwitserland (1), waren ook vertegenwoordigd op het EK in 1982. Frankrijk (1) en Polen (1) waren eerder present op het EK. Italië was met de deelname van Elena Belci voor het eerst vertegenwoordigt op het EK. Naast Belci maakten nog acht deelneemsters hun EK debuut.
De Oost-Duitse specialist op de lange(re) afstanden, Andrea Schöne-Mitscherlich, profiteerde van de omschakeling van kleine vierkamp naar de grote vierkamp. Met bijna zes seconden voorsprong (op #2) op de 3000 meter en bijna negen seconden voorsprong (op #2) op de 5000 meter werd zij de eerste Europees kampioene die ook de 3000 meter winnend afsloot. Schöne werd de vierde vrouw die de Europese titel veroverde in navolging van Nina Statkevitsj, Atje Keulen-Deelstra en Natalja Petroeseva. Voor het derde opeenvolgende jaar flankeerde haar landgenote Karin Enke de Europees kampioene op het erepodium op plaats twee. Na haar beide Europese titels in 1981 en 1982 eindigde Natalja Petroeseva dit jaar op de derde plaats.
Dit kampioenschap was de eerste EK dat geen van de Nederlandse deelneemsters in de top tien eindigde. Drie Nederlandse vrouwen namen deel aan de afsluitende vierde afstand. Alie Boorsma werd elfde, Ria Visser eindigde, net als in 1982, op de twaalfde plaats en debutante Ineke Kooiman-van Homoet werd veertiende. Voor het derde opeenvolgende jaar werd de vierde Nederlandse gediskwalificeerd op het EK, dit jaar werd Ina Steenbruggen gediskwalificeerd op de 1500 meter.
Dit kampioenschap was ook het eerste EK kampioenschap dat de Nederlandse afvaardiging geen afstandsmedaille veroverde.

## Afstandmedailles
| Afstand | Goud                       | Zilver                | Brons                      |
| ------- | -------------------------- | --------------------- | -------------------------- |
| 500m    | Karin Enke                 | Natalja Sjive-Glebova | Natalja Petroeseva         |
| 1500m   | Karin Enke                 | Natalja Petroeseva    | Andrea Schöne-Mitscherlich |
| 3000m   | Andrea Schöne-Mitscherlich | Gabi Schönbrunn       | Karin Enke                 |
| 5000m   | Andrea Schöne-Mitscherlich | Karin Enke            | Gabi Schönbrunn            |

## Klassement
Achter de namen staat tussen haakjes bij meervoudige deelname het aantal deelnames.
| #      | Naam                            | Punten  | 500m       | 3000m        | 1500m          | 5000m        |
| ------ | ------------------------------- | ------- | ---------- | ------------ | -------------- | ------------ |
| Goud   | Andrea Schöne-Mitscherlich (2)  | 177,669 | 43,33 (5)  | 4.28,18 (1)  | 2.10,64 (3)    | 7.40,97 (1)  |
| Zilver | Karin Busch-Enke (3)            | 178,365 | 42,51 (1)  | 4.36,19 (3)  | 2.08,58 (1)    | 7.49,64 (2)  |
| Brons  | Natalja Petroeseva (3)          | 180,390 | 43,02 (3)  | 4.36,67 (4)  | 2.10,41 (2)    | 7.57,89 (6)  |
| 4      | Gabi Schönbrunn (3)             | 180,804 | 44,52 (12) | 4.34,02 (2)  | 2.10,85 (4)    | 7.49,98 (3)  |
| 5      | Bjørg Eva Jensen (3)            | 183,189 | 44,78 (14) | 4.38,55 (5)  | 2.13,02 (6)    | 7.56,44 (4)  |
| 6      | Svetlana Katsjuk (3)            | 183,329 | 44,58 (13) | 4.39,28 (7)  | 2.12,17 (5)    | 8.01,46 (7)  |
| 7      | Sabine Brehm                    | 183,823 | 45,06 (17) | 4.39,27 (6)  | 2.13,65 (10)   | 7.56,68 (5)  |
| 8      | Natalja Sjive-Glebova (2)       | 184,193 | 42,70 (2)  | 4.42,50 (10) | 2.16,97 (17)   | 8.07,54 (9)  |
| 9      | Annette Carlén-Karlsson (3)     | 184,670 | 44,86 (15) | 4.41,57 (8)  | 2.13,08 (7)    | 8.05,22 (8)  |
| 10     | Erwina Ryś (4)                  | 185,199 | 43,71 (9)  | 4.43,32 (12) | 2.13,36 (8)    | 8.18,16 (14) |
| 11     | Alie Boorsma (3)                | 185,673 | 43,84 (11) | 4.44,26 (14) | 2.14,10 (11)   | 8.17,57 (13) |
| 12     | Ria Visser (2)                  | 186,210 | 45,52 (20) | 4.43,00 (11) | 2.13,41 (9)    | 8.10,54 (10) |
| 13     | Sigrid Smuda (2)                | 186,863 | 43,61 (7)  | 4.48,40 (16) | 2.15,01 (12)   | 8.21,84 (15) |
| 14     | Ineke Kooiman-van Homoet        | 188,370 | 46,59 (25) | 4.44,88 (15) | 2.15,71 (14)   | 8.10,64 (11) |
| 15     | Aila Tartia (3)                 | 190,079 | 45,36 (19) | 4.49,24 (17) | 2.15,46 (13)   | 8.33,60 (16) |
| 16     | Valentina Lalenkova-Golovenkina | 192,614 | 43,04 (4)  | 4.43,48 (13) | 2.39,74 * (27) | 8.10,82 (12) |
| NC17   | Sylvia Brunner (3)              | 137,231 | 43,56 (6)  | 4.49,55 (18) | 2.16,24 (15)   | 5.00,38 (14) |
| NC18   | Edel Therese Høiseth            | 139,536 | 43,72 (10) | 4.57,86 (21) | 2.18,52 (19)   |              |
| NC19   | Taina Salmia (2)                | 140,413 | 45,25 (18) | 4.58,28 (22) | 2.16,35 (16)   |              |
| NC20   | Brigitte Flierl (3)             | 141,735 | 45,63 (21) | 5.00,51 (24) | 2.18,06 (18)   |              |
| NC21   | Elena Belci                     | 143,003 | 46,65 (26) | 4.54,66 (20) | 2.21,73 (23)   |              |
| NC22   | Maila Lehtimäki                 | 143,259 | 45,02 (16) | 5.03,20 (20) | 2.23,12 (25)   |              |
| NC23   | Karin Rybäck (2)                | 143,743 | 46,46 (27) | 5.00,18 (23) | 2.20,89 (21)   |              |
| NC24   | Angelika Haßmann                | 143,823 | 47,20 (28) | 4.54,18 (19) | 2.22,78 (24)   |              |
| NC25   | Turid Lillehagen (2)            | 143,835 | 46,28 (23) | 5.02,49 (25) | 2.21,42 (22)   |              |
| NC26   | Rauni Poikolainen               | 144,368 | 45,87 (22) | 5.10,91 (28) | 2.20,04 (20)   |              |
| NC27   | Marie-France van Helden-Vives   | 145,160 | 46,61 (24) | 5.05,32 (27) | 2.23,29 (26)   |              |
| dq     | Ina Steenbruggen (2)            | 90,683  | 43,68 (8)  | 4.42,02 (9)  | 2.14,72 (dq)   |              |

vet = kampioenschapsrecord
* = gevallen, dq = gediskwalificeerd